# همين
الهيمين أو كلوريد الحديديك الهيم (بالإنجليزية: hemin أو haemin أو ferric chloride heme)، عبارة عن بورفيرين يحتوي على الحديد مع الكلور الذي يمكن تكوينه من مجموعة الهيم، مثل الهيم (ب) الموجود في الهيموجلوبين في دم الإنسان.

## كيمياء
الهيمين عبارة عن بروتوبرفيرين IX يحتوي على أيون حديد (+Fe3) مع رابط كلوريد منسق. كيميائيًا، يختلف الهيمين عن مركب الهيماتين المرتبط به بشكل رئيسي في أن الأيون المساهم هو أيون كلوريد في الهيمين، في حين أن أيون التنسيق في الهيماتين هو أيون هيدروكسيد. أيون الحديد في الدم هو حديد (+Fe2)، في حين أنه حديدي (+Fe3) في كل من الهيمين والهيماتين. يتم إنتاج الهيمين داخليًا في جسم الإنسان، على سبيل المثال أثناء دوران خلايا الدم الحمراء القديمة. يمكن أن يتشكل بشكل غير لائق نتيجة لانحلال الدم أو إصابة الأوعية الدموية. ترتبط العديد من البروتينات في دم الإنسان بالهيمين، مثل الهيموبكسين وألبومين المصل.

## الاستخدام الدوائي
يستخدم الهيمين المجفف بالتجميد كعامل دوائي في حالات معينة لعلاج نوبات البورفيريا، خاصة في البورفيريا الحادة المتقطعة. يمكن أن يؤدي تناول الهيمين إلى تقليل عجز الهيم في مثل هؤلاء المرضى، وبالتالي قمع نشاط أمينوليفولينيك أسيد سينثاز (إنزيم رئيسي في تخليق البورفيرينات) عن طريق التغذية المرتدة الكيميائية الحيوية، والتي بدورها تقلل من إنتاج البورفيرين والمواد السامة سلائف الهيم. في مثل هذه السياقات الدوائية، يُصنَّع الهيمين عادةً مع الألبومين البشري قبل إعطائه بواسطة أخصائي طبي، لتقليل مخاطر الإصابة بالتهاب الوريد ولتثبيت المركب، والذي يحتمل أن يكون رد فعل إذا سُمح له بالتداول في شكل حر. تُباع هذه الأشكال الدوائية للهيمين تحت مجموعة من الأسماء التجارية بما في ذلك العلامات التجارية (Panhematin) و Normosang.

## تاريخ العزل
تبلور الهيمين لأول مرة من الدم في عام 1853، بواسطة لودفيك كارول تيشمان (Ludwik Karol Teichmann). اكتشف تيشمان أن أصباغ الدم يمكن أن تشكل بلورات مجهرية. وهكذا، يُشار إلى بلورات الهيمين من حين لآخر باسم «بلورات تيشمان». قام هانز فيشر بتصنيع الهيمين، وحصل بسببه على جائزة نوبل في الكيمياء عام 1930. يتضمن إجراء فيشر معالجة الدم المنزوع من الهيمين بمحلول كلوريد الصوديوم في حمض الأسيتيك.

## التحاليل الجنائية
يمكن إنتاج الهيمين من الهيموجلوبين عن طريق ما يسمى باختبار تيشمان، عندما يتم تسخين الهيموجلوبين بحمض الخليك الجليدي (المشبع بمحلول ملحي). يمكن استخدام هذا للكشف عن آثار الدم.

## أخرى
يعتبر هيمين «العامل X» المطلوب لنمو المستدمية النزلية (Haemophilus influenzae) 